# Voltolino Fontani
Voltolino Fontani ( 1920 i Livorno Italia-1976 i Livorno) var en italiensk maler.

## Biografi
Fontani var grundlæggeren af Eaismo (1948), avantgarde kunstbevægelse imod kernekraft. .

## Udstillinger
- 1955-56 Rom, VII Quadriennale af Kunst
- 1959-60 Rom, VIII Quadriennale af Kunst
- 1972: Rom, National gallery of modern art

## Værker
- L’ineluttabile 1936
- La canzone degli anni perduti 1937
- La famiglia 1946
- Questione biologica 1951
- Frattura e coesione 1966
- Traslazione di Cristo 1974